# العلاقات اليابانية الدومينيكية
العلاقات اليابانية الدومينيكية هي العلاقات الثنائية التي تجمع بين اليابان ودومينيكا.

## مقارنة بين البلدين
هذه مقارنة عامة ومرجعية للدولتين:
| وجه المقارنة                                              | اليابان         | دومينيكا              |
| --------------------------------------------------------- | --------------- | --------------------- |
| المساحة (كم2)                                             | 377.97 ألف      | 751                   |
| عدد السكان (نسمة)                                         | 126.79 مليون    | 73.92 ألف             |
| الكثافة السكانية (ن./كم²)                                 | 335.45          | 9.84 ألف              |
| العاصمة                                                   | طوكيو           | روسو                  |
| اللغة الرسمية                                             | اللغة اليابانية | لغة إنجليزية          |
| العملة                                                    | ين ياباني       | دولار شرق الكاريبي    |
| الناتج المحلي الإجمالي (بليون دولار)                      | 4.87 تريليون    | 562.54 مليون          |
| الناتج المحلي الإجمالي (تعادل القوة الشرائية) بليون دولار | 5.18 تريليون    | 789.63 مليون          |
| الناتج المحلي الإجمالي الاسمي للفرد دولار أمريكي          | 34.52 ألف       | 7.12 ألف              |
| الناتج المحلي الإجمالي للفرد دولار أمريكي                 | 36.62 ألف       | 10.88 ألف             |
| مؤشر التنمية البشرية                                      | 0.903           | 0.724                 |
| رمز المكالمات الدولي                                      | +81             | +1767                 |
| رمز الإنترنت                                              | .jp             | .dm                   |
| المنطقة الزمنية                                           | توقيت اليابان   | 00، توقيت أطلنطي موحد |

## منظمات دولية مشتركة
يشترك البلدان في عضوية مجموعة من المنظمات الدولية، منها:
| علم المنظمة | اسم المنظمة                        | تاريخ انضمام اليابان | تاريخ انضمام دومينيكا |
| ----------- | ---------------------------------- | -------------------- | --------------------- |
|             | يونسكو                             | 2 يوليو 1951         | 9 يناير 1979          |
|             | مؤسسة التمويل الدولية              | 20 يوليو 1956        | 29 سبتمبر 1980        |
|             | منظمة حظر الأسلحة الكيميائية       | ?                    | ?                     |
|             | مؤسسة التنمية الدولية              | 27 ديسمبر 1960       | 29 سبتمبر 1980        |
|             | منظمة التجارة العالمية             | ?                    | ?                     |
|             | وكالة ضمان الاستثمار متعدد الأطراف | 12 أبريل 1988        | 7 أكتوبر 1991         |
|             | الاتحاد البريدي العالمي            | ?                    | ?                     |
|             | الاتحاد الدولي للاتصالات           | 29 يناير 1879        | 28 أكتوبر 1996        |
|             | منظمة الشرطة الجنائية الدولية      | ?                    | ?                     |
|             | الأمم المتحدة                      | 18 ديسمبر 1956       | 18 ديسمبر 1978        |
|             | البنك الدولي للإنشاء والتعمير      | 13 أغسطس 1952        | 29 سبتمبر 1980        |

## وصلات خارجية
- موقع وزارة الخارجية اليابانية